# 市原市立辰巳台中学校
市原市立辰巳台中学校（いちはらしりつ たつみだいちゅうがっこう）は、千葉県市原市辰巳台東にある公立中学校。文部科学省の学校コードはC112210002093、旧学校調査番号は123903で、教育開発出版の所属中学校コードは120197。通称は辰中（たっちゅう）。

## 概要
市原市北部の辰巳台地区（旧市原地区）に位置する。
辰巳台団地造成に伴う人口増加によって、市原町立市原中学校から分離して開校した中学校である。辰巳台団地の全域を通学区域に指定しており、最盛期には1,000名を超える全校生徒数であった。2022年（令和4年）5月1日現在、市内で4番目に生徒数が多い中学校となっている。
市原市では、全ての市立学校において2学期制を採用している。

## 歴史

### 概歴
京葉工業地域の就業者受け入れのため開発され、当時東洋一の規模と言われた辰巳台団地の造成が進行したことにより、人口が急増し、同時に生徒数も急増したため、市原町立市原中学校から分離して1962年（昭和37年）4月1日に市原町立辰巳台中学校として開校した。同年11月30日に旧校舎が完成して移転している。翌年5月1日には、市原市発足に伴い市原市立辰巳台中学校と改称する。1966年（昭和41年）、市原市立辰巳台小学校の児童数及び市原市立辰巳台中学校の生徒数急増への対応のため、校地の移転を実施した。旧辰巳台中学校校地においては、校舎等をそのまま利用して市原市立辰巳台東小学校が開校している。

### 年表
- 1962年（昭和37年）
  - 4月1日 - 市原町立辰巳台中学校開校[5]。
  - 11月30日 - 校舎完成、移転[5]。
- 1963年（昭和38年）5月1日 - 市原市立辰巳台中学校に改称[5]。
- 1966年（昭和41年）10月24日 - 新校舎が完成して移転[5]。

## 校則

### 校章
巽が向き合って、真ん中に「中」と描かれている。

### 制定ジャージ
入学年度ごとに指定された青、緑、白のジャージ。背中に「Tatsumidai」の文字が入る。

### 制定体操服
上は青色、下はジャージと同色。

## 施設

### 敷地
- 所在地：〒290-0003　千葉県市原市辰巳台東2丁目2番地[3]
- 敷地面積：41,713m2[8]
- 取得価格：1,397,455,000円[8]
- 都市計画区域：第一種中高層住居専用地域[8]
- 指定建蔽率：60%[8]
- 指定容積率：200%[8]

### 建物
敷地内の建物は以下の通りである。
| 棟番号 | 棟名称          | 構造 | 階数        | 延床面積   | 建築年 | 耐震情報 | 備考 |
| ------ | --------------- | ---- | ----------- | ---------- | ------ | -------- | ---- |
| 001    | 校舎1,2         | RC造 | 地上3階建て | 3,341.00m2 | 1974年 | IS値0.75 |      |
| 002    | 校舎4           | RC造 | 地上3階建て | 1,454.00m2 | 1979年 | IS値0.78 |      |
| 003    | 校舎3・渡り廊下 | RC造 | 地上3階建て | 1,014.00m2 | 1970年 | IS値0.76 |      |
| 004    | 体育館          | RC造 | 地上1階建て | 1,013.00m2 | 1993年 | 新耐震   |      |
| 005    | 体育館          | RC造 | 地上2階建て | 870.00m2   | 1968年 |          |      |
| 006    | 体育館          | S造  | 地上1階建て | 671.00m2   | 1988年 |          |      |
| 007    | 脱衣室・更衣室  | S造  | 地上1階建て | 159.00m2   | 1968年 |          |      |
| 008    | 脱衣室・更衣室  | 木造 | 地上1階建て | 62.00m2    | 1989年 |          |      |
| 009    | 脱衣室・更衣室  | 木造 | 地上1階建て | 62.00m2    | 1980年 |          |      |
| 010    | 倉庫・物置      | 木造 | 地上1階建て | 53.00m2    | 1973年 |          |      |
| 011    | 給食室          | 木造 | 地上1階建て | 40.00m2    | 1973年 |          |      |
| 012    | 倉庫・物置      | 木造 | 地上1階建て | 39.00m2    | 1966年 |          |      |
| 013    | 倉庫・物置      | 木造 | 地上1階建て | 33.00m2    | 1969年 |          |      |
| 014    | 倉庫・物置      | S造  | 地上1階建て | 29.00m2    | 1989年 |          |      |
| 015    | 倉庫・物置      | 木造 | 地上1階建て | 26.00m2    | 1987年 |          |      |
| 016    | 倉庫・物置      | 木造 | 地上1階建て | 20.00m2    | 1969年 |          |      |
| 017    | 倉庫・物置      | S造  | 地上1階建て | 20.00m2    | 2003年 |          |      |
| 018    | 倉庫・物置      | 木造 | 地上1階建て | 16.00m2    | 1973年 |          |      |
| 019    | 倉庫・物置      | 木造 | 地上1階建て | 14.00m2    | 1980年 |          |      |
| 020    | 倉庫・物置      | S造  | 地上1階建て | 10.00m2    | 1982年 |          |      |

## 規模
2021年4月現在は517名。市原市で4番目に多い。

## 諸活動

### 部活動
- 男子バスケ部：2021年県総体ベスト4[7]

## 通学区域
以下の町丁字とその範囲を通学区域に指定している。
- 辰巳台西1 - 5丁目
- 辰巳台東1 - 5丁目
- 能満の一部
- 菊間の一部
- 大厩の一部
- 山木の一部

## 通学区域内施設
- イオンタウンたつみ台

## 小学校区
- 市原市立辰巳台東小学校
- 市原市立辰巳台西小学校
- 市原市立白幡小学校

## 隣接中学校区
- 市原市立八幡中学校 - 旧八幡東中学校通学区域に隣接
- 市原市立菊間中学校
- 市原市立市原中学校
- 市原市立湿津中学校
- 市原市立ちはら台南中学校

## アクセス
- JR東日本八幡宿駅
- 京成千原線ちはら台駅